# Antonin Raymond
Antonin Raymond (* 10. Mai 1888 in Kladno als Antonín Reimann; † 21. November 1976 in Langhorne, Pennsylvania) war ein tschechisch-amerikanischer Architekt. Mit dem britischen Architekten Josiah Conder gilt Raymond als einer der Väter der modernen Architektur in Japan.

## Leben und Wirken
Antonin Raymond studierte 1906 am Polytechnischen Institut in Prag bei Josef Schultz und Jan Koula. Seinen Abschluss machte er 1910 in Triest und ging dann nach New York City.
1916 nahm er die amerikanische Staatsbürgerschaft an. 1919 begleitete er Frank Lloyd Wright nach Japan und beteiligte sich am Neubau des Imperial Hotels in Tokio. Er blieb dort bis 1937 und vermittelte Wissen an japanische Architekten, darunter Maekawa Kunio und Yoshimura Junzō.
Als Raymond von 1926 bis 1939 Honorarkonsul für die Tschechoslowakische Republik war, als Vertreter der Regierung von T. G. Masaryk, verschaffte ihm dies Einfluss über jene Kreise hinaus, die einem Architekten seines Alters normalerweise zugänglich wären. Von 1928 bis 1930 entwarf und änderte Raymond die Botschaftsgebäude der Amerikaner, Sowjets und Franzosen. Für die Asahi Oil entwarf er siebzehn erdbebensichere und feuergeschützte Gebäude für Angestellte, alle im Stil der Internationalen Moderne.

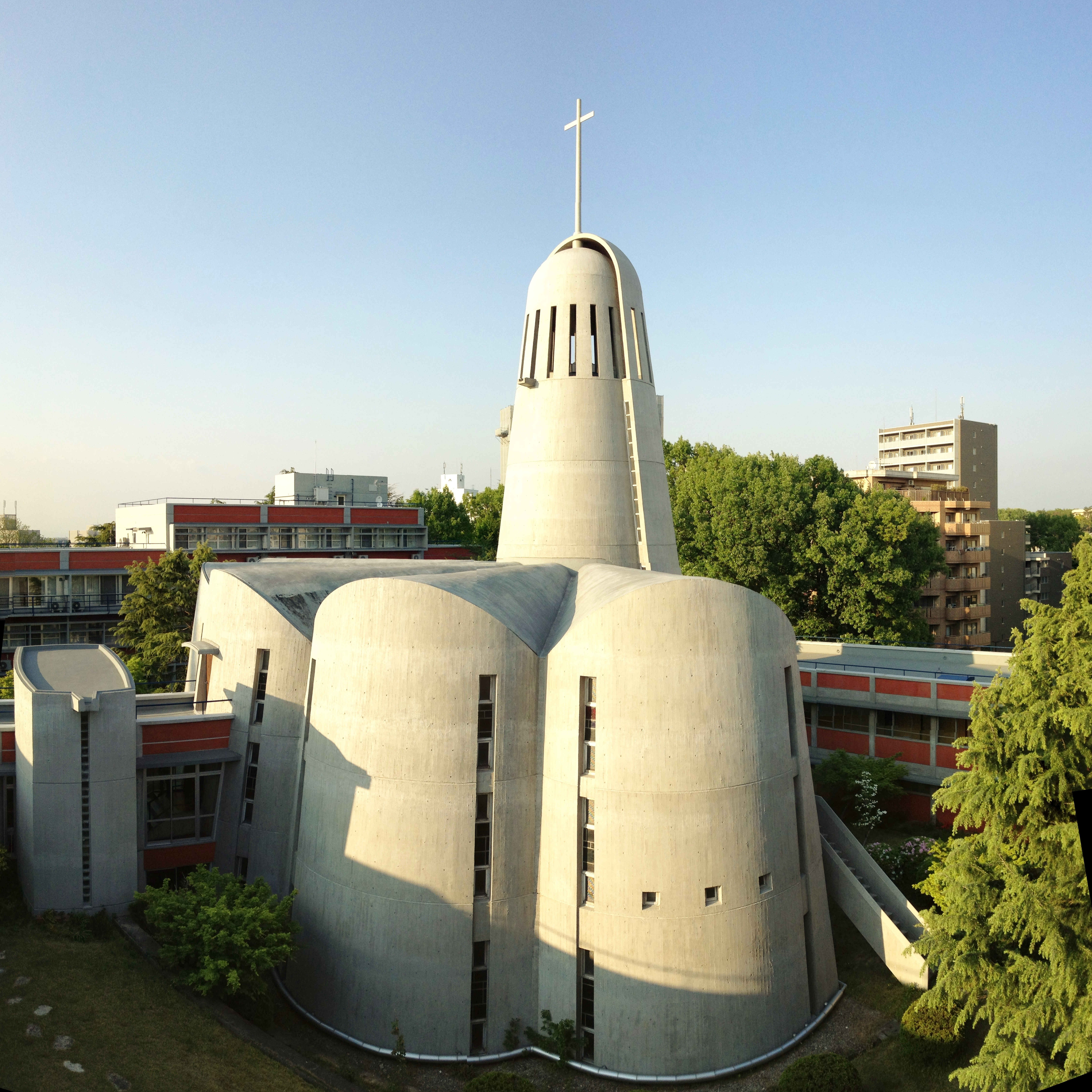
Kapelle der Nanzan-Universität, Nagoya (1962)

Raymond kam 1948 zurück nach Japan und entwarf verschiedene Botschaften und andere Gebäude, darunter St.Albert’ Church 1959 und die Kapelle der Nanzan-Universität in Nagoya.